# Stadt an der Grenze
Stadt an der Grenze (Originaltitel: Bordertown) ist ein US-amerikanischer Kriminalfilm aus dem Jahr 1935 von Archie Mayo mit Paul Muni und Bette Davis in den Hauptrollen. Der Film wurde von Warner Bros. produziert und basiert auf dem Roman Bordertown von Carroll Graham und einer Erzählung von Robert Lord.

## Handlung
In Los Angeles macht der aus ärmlichen Verhältnissen stammende Mexikaner Johnny Ramirez seinen Abschluss an der Abendschule im Fach Recht, nachdem er tagsüber als Mechaniker gearbeitet hat. Obwohl Johnny überzeugt ist, dass er ein großartiger Anwalt wird und viel Geld verdient, sind seine Klienten allesamt arme Leute aus der Nachbarschaft. Als er seinen ersten Prozess gegen die Prominente Dale Elwell verliert, weil er schlecht vorbereitet ist, schlägt er wütend den gegnerischen Anwalt Brook Manville, weil er glaubt, er sei bevormundet und diskriminiert worden. Daraufhin wird Johnny die Zulassung entzogen.
Johnny lässt seine ihn anbetende Mutter zurück und trampt in eine Grenzstadt in Mexiko, entschlossen, als reicher Mann zurückzukehren. Er schlägt sich sehr gut und arbeitet sich als Partner in einem erfolgreichen Nachtclub hoch, dessen Besitzer Charlie Roark Johnny bewundert, ebenso wie seine Frau Marie. Marie glaubt, dass ihr Ehemann das Einzige ist, was zwischen ihr und Johnny steht, und sperrt den betrunkenen Charlie in die Garage, während der Motor läuft. Johnny baut den Club in Zusammenarbeit mit Marie in einen stilvollen Nachtclub um, der die Reichen anziehen soll. Eines Abends besucht Dale den Club mit einigen Freunden. Sie beginnt spielerisch einen Flirt mit Johnny, der sich in sie verliebt. Krank vor Eifersucht beschuldigt Marie Johnny öffentlich, Charlie ermordet zu haben, aber bei seinem Prozess bricht sie auf dem Zeugenstand zusammen, da sie vor Schuldgefühlen verrückt geworden ist. Wieder in Freiheit fährt Johnny nach Los Angeles, um Dale einen Heiratsantrag zu machen. Sie weist ihn ab, da ihre Differenzen eine Ehe unmöglich machen. Um Johnnys Wut zu entkommen, rennt sie auf die Straße, wo sie von einem Auto angefahren wird. Wieder einmal muss Johnny sein Leben neu ordnen. Er verkauft den Club, stiftet mit dem Geld eine juristische Fakultät und kehrt nach Los Angeles zurück, um bei seinen eigenen Leuten zu leben.

## Hintergrund
Gedreht wurde der Film ab dem 17. August 1934.
Miriam Hopkins war ursprünglich für die Hauptrolle neben Muni in Betracht gezogen worden. Das Studio wollte Carroll Graham keinen Credit geben, weil sich das Drehbuch stark vom Buch unterschied.
Moderne Quellen weisen darauf hin, dass die Eröffnungsszenen in der Olvera Street in Los Angeles gedreht wurden. Laut modernen Quellen stellte Muni einen mexikanischen Chauffeur namens Manuel ein und studierte dessen Akzent und Gesten als Teil seiner Vorbereitung auf die Rolle.
Jack Okey oblag die künstlerische Leitung. Orry-Kelly war für das Kostümbild zuständig. Robert Lord arbeitete als Produktionsleiter, Leo F. Forbstein dirigierte das Vitaphone-Orchester.

## Synchronisation
Die deutschsprachige Synchronfassung entstand 1997 im Auftrag des Studio Hamburg Synchron unter der Dialogregie von Volkert Kraeft, der auch das Dialogbuch verfasste.
| Rolle                          | Schauspieler     | Deutscher Synchronsprecher |
| ------------------------------ | ---------------- | -------------------------- |
| Johnny Ramirez                 | Paul Muni        | Michael Lott               |
| Marie Roark                    | Bette Davis      | Hildegard Krekel           |
| Dale Elwell                    | Margaret Lindsay | Sabine Falkenberg          |
| Charlie Roark                  | Eugene Pallette  | Edgar Hoppe                |
| Pater                          | Robert Barrat    | Hans Sievers               |
| Mrs. Ramirez                   | Soledad Jiménez  | Gabriela Wegner            |
| Brooke Manville                | Gavin Gordon     | Volkert Kraeft             |
| Manuel Diego                   | Arthur Stone     | Bruno Foppiano             |
| Richter der ersten Verhandlung | Samuel S. Hinds  | Eckart Dux                 |
| Roberts                        | Arthur Treacher  | Henry Kielmann             |

Anmerkung: Die kursiv geschriebenen Namen sind Rollen und Darsteller, die nicht im Abspann erwähnt wurden.
In einer früheren Synchronfassung wurde Paul Muni von Frank Engelhardt, Bette Davis von Gudrun Vaupel und Eugene Pallette von Herbert Weicker gesprochen.

## Veröffentlichung
Die Premiere des Films fand am 23. Januar 1935 statt. In der Bundesrepublik Deutschland wurde er am 12. August 1978 im deutschen Fernsehen ausgestrahlt.

## Kritiken
Der Filmkritiken-Aggregator Rotten Tomatoes hat in einer Auswertung von acht Kritiken eine Zustimmungsrate von 100 Prozent errechnet. Das Publikumsergebnis hat sich bei 41 Prozent positiver Bewertungen eingependelt.
Andre Sennwald von der The New York Times befand, der Film schaffe es, die Aufmerksamkeit des Zuschauers vor dem malerischen und etwas hysterischen Material der Geschichte zu fesseln.
Die Variety bemängelte das unechte Ende, das aber der guten vorherigen Arbeit nicht schaden könne. Die Besetzung des gesamten Films, der auch gut geschrieben und gut getaktet sei, sei außergewöhnlich gut.
Helen Brown Norden schrieb im Magazin Vanity Fair, der Film sei bemerkenswert für eine weitere Darstellung eines pathologischen Luders durch Bette Davis, die Paul Muni die Show stehle.
Aurelio Pego kritisierte im spanischen Magazin Cine-Mundial, dass Soledad Jiménez die einzig authentische Person des Films mit hispanischer Herkunft sei. Lasse man dieses und ein paar andere Details außer Acht, verlasse man das Kino befriedigt.
Das Lexikon des internationalen Films schrieb: „Spannendes Melodram, das der Szenerie einer schäbigen Kleinstadt an der amerikanisch-mexikanischen Grenze eine dichte Atmosphäre abgewinnt.“
Die Filmzeitschrift Cinema urteilte kurz und bündig: „Spannend!“